# Tramwaje w Samarkandzie
Tramwaje w Samarkandzie – system komunikacji tramwajowej, działający w uzbeckim mieście Samarkanda w latach 1923–1973 i ponownie od 2017 r.

## Historia
Pierwszą sieć tramwajową w Samarkandzie otwarto w listopadzie 1923 roku. Były to tramwaje parowe wąskotorowe (1000 mm). W 1930 r. zawieszono kursowanie tramwajów, które wznowiono 5 września 1942 r. Ostatecznie tramwaje parowe zlikwidowano 1 maja 1947 roku, a tego samego dnia uruchomiono elektryczne tramwaje, które kursowały po torach o szerokości 1524 mm. Początkowo linia miała długości 9,9 km, później rozbudowano linię do 12,6 km. Tramwaje w Samarkandzie zlikwidowano 28 sierpnia 1973 roku.
Eksploatowano wówczas używane tramwaje z Taszkentu serii KTM-1 i KTM-2.
W 2016 r. władze Samarkandy ogłosiły plany budowy nowej linii tramwajowej z rynku Sieb do osiedla Sar-Tepa. Zgodnie z koncepcją, linia miała być gotowa już w pierwszym kwartale kolejnego roku, a regularne kursowanie tramwajów zaplanowano zacząć 21 marca 2017 roku. Tabor nowego systemu miały stanowić pojazdy Vario LF sprowadzone z Taszkentu, gdzie latem 2016 roku zlikwidowano sieć tramwajową.
Zgodnie z pierwotnym planem w marcu 2017 r. uruchomiono pierwszą linię, a w 2018 roku kolejną trasę.

## Linie
| Linia | Trasa                                |
| ----- | ------------------------------------ |
|       | Temir yo’l vokzali ↔ Sartepa massivi |
|       | Temir yo’l vokzali ↔ Siyob bozori    |

- trasa przed 1973 rokiem: Wokzał – Bazar[3]

## Tabor
Stan z lutego 2020 r.
| Zdjęcie        | Typ            | Eksploatacja od | Liczba |
| -------------- | -------------- | --------------- | ------ |
|                | Vario LF.S     | 2017            | 20     |
|                | Tatra T6B5SU   | 2017            | 1      |
| Łączna liczba: | Łączna liczba: | Łączna liczba:  | 21     |

W ostatnich latach funkcjonowania pierwszej sieci tramwajowej w Samarkandzie eksploatowano tramwaje KTM/KTP-1 oraz KTM/KTP-2.